# Cours de chymie
Pour l’article ayant un titre homophone, voir Cours de chimie.
Le Cours de chymie est l’œuvre majeure du chimiste apothicaire Nicolas Lémery, ayant vécu lors du règne de Louis XIV. La première édition de 1675, distribuée dans son laboratoire, alors qu'il n'avait pas encore trente ans et venait de finir sa formation à l'Université de Montpellier, sera durant les quarante années qui lui resteront à vivre, en permanence révisée, complétée et rééditée.
L'ouvrage est un manuel de cours accompagnant l'enseignement que Lémery donnait dans le laboratoire de son apothicairerie du Quartier latin de Paris. Il connut un succès inégalé pour ce genre de sujet, en se vendant selon Fontenelle, « comme un ouvrage de Galanterie ou de Satire ». Se sont succédé onze éditions officielles du vivant de l'auteur, avec certaines éditions « contrefaites » (Fontenelle) imprimées par plusieurs éditeurs-imprimeurs différents, plusieurs éditions commentées posthumes et de multiples éditions en anglais, allemand, italien, espagnol, néerlandais et même latin.
Le célèbre éloge de Lémery fait à l'Académie royale des sciences par Fontenelle donne la mesure de la perception que certains savants de son époque pouvaient avoir de son œuvre. Il écrit « La chimie avait été jusque-là une science, où, pour emprunter ses propres termes, un peu de vrai était tellement dissous dans une grande quantité de faux, qu'il en était devenu invisible et tous deux presque inséparables.[…] M. Lémery fut le premier qui dissipa les ténèbres naturelles ou affectées de la Chimie, qui la réduisit à des idées plus nettes et plus simples, qui abolit la barbarie inutile de son langage, qui ne promit de sa part que ce qu'elle pouvait et ce qu'il la connaissait capable d'exécuter, et de là vint la grand succès ».

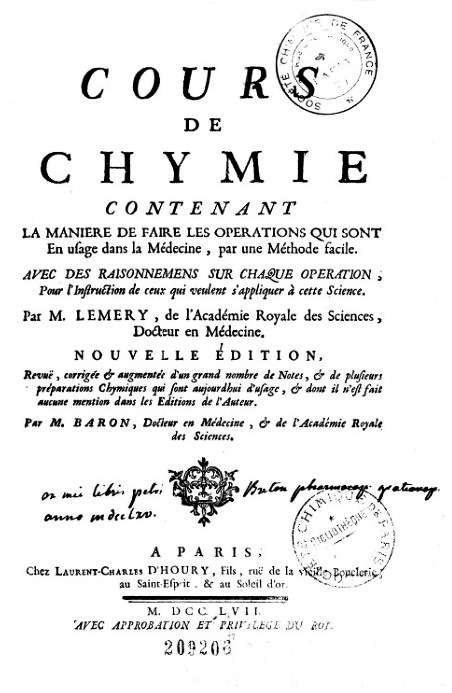
Édition posthume de 1757 du Cours de chymie de Lémery de l'Académie royale des sciences.

Le Cours de chymie de Lémery se présente comme une synthèse des connaissances empiriques popularisées par la série de « cours de chimie » publiés au cours du XVIIe siècle. Mais à l'encontre de ses prédécesseurs, le cours de Lémery est immédiatement accessible aux lecteurs contemporains (Metzger). Pour comprendre sa théorie, il n'est point utile de s'initier aux philosophies chimiques plus ou moins étranges, que partageaient les apothicaires chimistes qui l'ont précédé. Lémery évacue tout semblant de spéculations philosophiques et s'en tient à la seule expérience. À l'instar d'Étienne de Clave, il entend appréhender la structure de la matière sur les seules bases de l'expérience chimique. D'emblée, dès les premières pages, il assure de
« ne recevoir pour fondement que celui qui est palpable et démonstratif…Les belles imaginations des autres Philosophes touchant leurs principes physiques élèvent l'esprit par de grandes idées, mais elles ne leur prouvent rien démonstrativement » (Cours, p. 5).
Pour interpréter les expériences de laboratoire, il adopte la théorie des Cinq principes - une tentative pour comprendre la structure de la matière par les seuls moyens de la chimie, totalement à l'opposé de l'approche philosophique qui prévalait depuis l'Antiquité et même pourrait-on dire sans exagération, qui a prévalu de tout temps et en tout lieu. Lémery est un héritier de la démarche d'Étienne de Clave qui visait à réfuter la physique d'Aristote par les seuls moyens de la chimie expérimentale. Toutefois, tous les efforts des chimistes du XVIIe siècle montrent que les techniques de laboratoire de l'époque ne permettaient pas d'atteindre l'objectif fixé de déterminer les principes (ou éléments indécomposables) composant les mixtes. Il fallut une réorientation des interprétations des observations de laboratoire par des modèles corpusculaires mécanistes, alliés à des pesées précises des réactifs, pour suivre correctement le devenir des corps simples et ouvrir la voie à une meilleure compréhension des constituants de la matière.
Lémery utilise a minima la théorie des cinq Principes qui avait montré ses insuffisances. À défaut de lui fournir une terminologie cohérente, elle lui offrait une hypothèse heuristique qui pouvait guider l'analyse des mixtes en éléments plus simples.
L'originalité de la pensée de Lémery et une des clés de son succès, réside dans son modèle explicatif corpusculaire et mécaniste des « pointes et pores » , qu'il met en œuvre pour donner une compréhension imagée de ce qu'est une réaction chimique, et particulièrement de la réaction acide-base. Il commence à dégager la notion de réaction chimique et de rapport pondéral à respecter entre réactifs pour obtenir un résultat optimum.
Lémery est un empiriste qui toujours essaya de s'en tenir au mieux à l'expérience de laboratoire telle qu'elle pouvait être interprétée avec les hypothèses de la théorie des Cinq principes ou les modèles corpusculaires. Il rejeta aussi la doctrine astrologique comme mal fondée et la quête de la pierre philosophale comme vaine.

## Structure de l'œuvre
Le contenu du Cours de chymie, constitué pour l'essentiel de longues listes de préparations, s'est enrichi au fil des rééditions. De la première édition, publiée en 1675 et vendue directement dans son laboratoire de la rue Galande à Paris, à la onzième édition publiée à Leyde en 1716 (revue, corrigée et augmentée par l'auteur, peu avant sa mort), l'ouvrage est passé de 547 pages à 974 pages (d'un format in-12° à in-8°).
Le cours de 1716 s'articule en cinq grandes sections :
| Plan du Cours de Chymie de 1716 |               | |
| Titre                           | Nbre de pages | Contenu |
| Introduction générale           | 68            | Définition des principes de chimie et réflexions critiques. Description du matériel de laboratoire |
| Des minéraux                    | 496           | Or, argent, étain, bismuth, plomb, cuivre, fer, mercure, antimoine, arsenic, chaux, cailloux, huile de briques, corail, sel commun, salpêtre, sel ammoniac, vitriol, alun de roche, soufre, succinum, ambre gris                                                                                 |
| Des végétaux                    | 210           | Jalap, rhubarbe, gaïac, papier, cannelle, quinquina, girofle, noix de muscade, genièvre, gland, …, cresson, roses, orange, fraises, noix, eau vulnéraire, sucre, vin, tartre, savon, manne, opium, aloès, élixir, tabac, panchymagogue, térébenthine, benjoin, camphre, gomme ammoniac, euphorbe |
| Des animaux                     | 101           | Vipère, urine, corne de cerf, crane humain, miel, cire |
| Vertus des remèdes              | 53            | Vomitifs, astringent, etc. |

Au cours de plus de quarante ans, de multiples remaniements, corrections et additions ont eu lieu (voir l'étude de Michel Bougard, 1999). Certaines préparations de « minéraux » (comme celles du vitriol, « sel armoniac », ou le soufre) ont beaucoup augmenté. De nouvelles matières végétales ou animales ont été introduites (comme les baies de genévrier, les glands, le cresson, etc. ou la corne de cerf, le crâne humain).
Contrairement à ses prédécesseurs, Lémery distingue bien l’étude des corps chimiques (et leurs interactions) de la préparation des remèdes chimiques dans lesquels ils entrent. L’étude des corps chimiques est faite à la fois pour la connaissance d’eux-mêmes et en vue des applications médicales. La chimie devient de plus en plus une science autonome.
La section sur les minéraux est de loin la plus importante puisqu'elle représente plus de la moitié du texte. Elle préfigure par son traitement des propriétés de corps simples, les ouvrages de chimie minérale modernes. Elle traite de corps simples comme des sept métaux connus traditionnellement depuis l'Antiquité (or, argent, fer, mercure, étain, cuivre et plomb), de métalloïdes comme l'antimoine, l'arsenic, ou d'un élément proche, le bismuth, et d'un non-métal, le soufre. Sont traités aussi des espèces minérales (chaux, cailloux, corail, etc.) ou des composés minéraux salins (salpêtre, sel commun, alun, vitriol, « sel armoniac » [NH4Cl], etc.). Elle traite aussi des ambres jaunes (succin) et gris, considérés à l'époque comme des minéraux car trouvés dans les ruisseaux et la mer, et non comme des oléorésines (fossiles) organiques.
Les chapitres sont organisés suivant le même schéma. D'abord une présentation générale d'une substance chimique (l'antimoine, le vitriol, par ex.) ou d'une matière médicale végétale (la racine de rhubarbe, le quinquina, par ex.) ou animale (vipère, urine, par ex.), ses propriétés physico-chimiques, sa provenance géographique, ses divers emplois, suivis d'une série de sections sur des préparations à base de cette substance. Chaque section obéit aussi à un même schéma. Elle se présente comme une notice structurée selon le modèle suivant :
- une phrase résumant clairement les propriétés chimiques de la préparation ;
- une description précise de la suite des opérations effectuées (mesure du poids des ingrédients, leur préparation physique, en poudre, solution, … la distillation, calcination, filtration, extraction à l'eau ou à l'esprit-de-vin , etc.), la caractérisation du produit final recherché et son stockage ;
- des remarques apportant des éclaircissements sur les mécanismes chimiques, donnant des réponses aux objections qu'on a pu lui faire, ou quelques conseils pour bien réussir la manipulation, des considérations historiques, etc. ;
- enfin, une présentation du remède obtenu, de ses propriétés pharmacologiques, de son emploi, de ses dosages.

L'auteur manifeste constamment un souci de clarté, de précision, de ne s'occuper « d'aucune opinion qu'elle [qui] ne soit fondée sur l'expérience » (Cours 1675, préface), en somme l'affichage d'une grande probité intellectuelle. La part belle est donnée à la chimie sur la pharmacologie.
Prenons l'exemple de l'antimoine.
| Chapitre IX De l'Antimoine L’antimoine est un minéral pesant, cassant, noir, brillant, disposé en longues aiguilles plates ou lames larges, composé d’un soufre semblable au commun et d’une substance fort approchante du métal, il est appelé Stilbium chez les Latins (Cours[4], p. 209) |

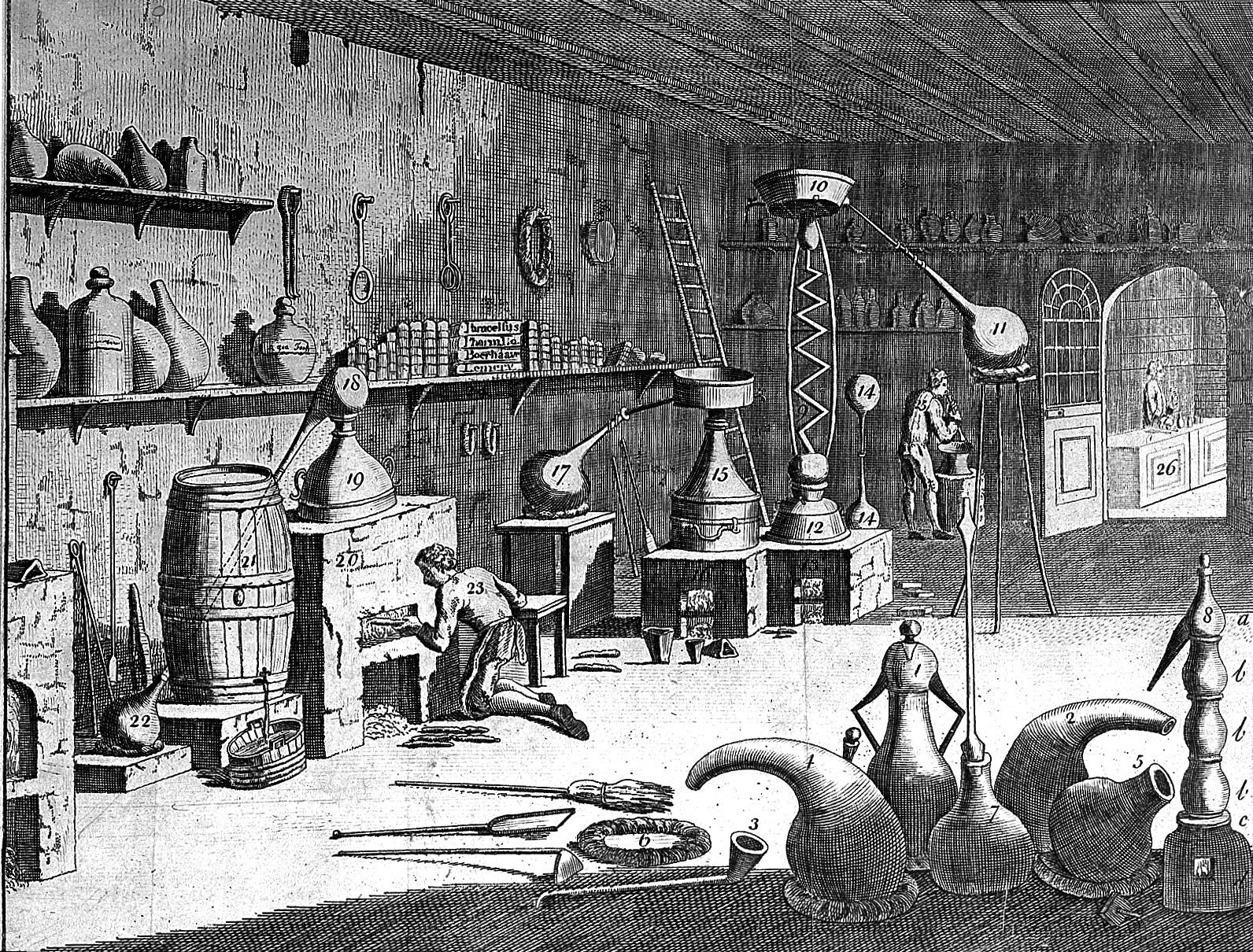
Intérieur d'un laboratoire de chimie, 1745
Les appareils sont ceux utilisés par Lémery, tels qu'ils sont illustrés dans son Cours.

Par le texte, on comprend que ce que Lémery appelle antimoine désigne le minéral stibine ou antimonite (Sb2S3) et non l'élément chimique de symbole Sb (Bourzat, 2005). Il provient de Transylvanie, Hongrie, France et Allemagne. Il faut choisir celui qui est en longues aiguilles brillantes.
| L'antimoine ne se dissout bien qu'avec l'eau régale[n 4] et c'est ce qui fait croire à beaucoup d'Alkimistes que ce minéral est un or imparfait ou le premier être de l'or. Ils l'ont nommé tantôt Lion rouge, tantôt le Loup, parce qu'étant ouvert il devient rouge, & qu'il dévore tous les métaux excepté l'or… (Cours, p. 210) |
Lémery observe pertinemment que l'antimoine n'est « qu'une substance métallique mêlée de beaucoup de soufre… » et que ses propriétés vomitives viennent d'un sel acide qu'il contient. Après avoir donné ses propriétés médicinales, il passe à la description d'une série de 23 préparations à base d'antimoine.
Voici un extrait de la première notice :
| Régule d'antimoine ordinaire Cette préparation est un Antimoine qu'on rend plus pesant et plus métallique par la séparation qu'on fait de ses soufres grossiers. Prenez seize onces d'antimoine, douze onces de tartre blanc, et six onces de salpêtre raffiné; mettez les en poudre et, les ayant mêlé exactement, faites rougir un grand creuset entre les charbons, puis jetez dedans une cuillerée de votre mélange et le couvrez d'une tuile; il se fera une détonation, laquelle étant passée, vous continuerez à mettre des cuillerées dans le creuset successivement, jusqu'à ce que tout y soit entré; faites alors un grand feu autour et quand la matière sera en fusion, versez-la dans un mortier… Il purge par le haut et par bas, étant donné en poudre subtile par la bouche. La dose en est depuis deux grains jusqu'à huit. (Cours, p. 213) |
Il s'agit de la préparation de l'antimoine métallique Sb°, appelé alors régule d'antimoine. Sachant que le tartre blanc est du tartrate de potassium, que le salpêtre est du nitrate de potassium (KNO3) et que l'antimoine est le trisulfure d'antimoine, les chimistes modernes peuvent reconstruire les réactions.
L'antimoine entrait dans un remède paracelsien célèbre qui avait suscité une controverse dans le milieu médical un siècle plus tôt, connue sous le nom de « querelle de l'antimoine ». À la suite d'un traité publié en 1564 sur les vertus de l'antimoine, par Loys de Launay, docteur de la Faculté de médecine de Montpellier, une polémique s'engagea avec Jacques Grévin (1538-1570), docteur à la Faculté de médecine de Paris, sur la toxicité de l'antimoine. La Faculté de médecine de Paris classa en 1566 dans un jugement, ce minerai au rang des poisons, inapte à être amendé par quelque opération que ce fût. Grévin envenima la querelle, en assimilant Launay à un paracelsien et en affichant une hostilité violente à l'excentrique médecin suisse Paracelse. L'antimoine finit par être réhabilité par un arrêt du Parlement de Paris de 1666, à la suite de la guérison de Louis XIV d'une fièvre pourprée lors du siège de Dunkerque après qu'on lui eut administré un vin émétique (à l'antimoine).
Lémery donne la recette du vin émétique (foie d'antimoine Sb2O3 + vin blanc), sans faire la moindre allusion à la querelle dont il avait été pourtant témoin de la phase finale. Prudent, il a toujours évité les controverses qu'elles soient religieuses, philosophiques ou même scientifiques.
Après son entrée à l'Académie royale des sciences, en 1699, Lémery fit plusieurs communications sur l'antimoine dont il tira son Traité de l'antimoine publié en 1707.

## Contexte historique
Le Cours de chymie de Nicolas Lémery est l'aboutissement d'un genre littéraire qui s'est développé en France à partir du succès de la publication du premier cours de chimie, le Tyrocinum chimicum en 1610, de Jean Béguin. La vogue des cours de chimie au XVIIe siècle est le résultat de la conjonction de deux évolutions décisives, pratiques et théoriques, du siècle précédent : le développement des techniques de laboratoire (la distillation, essentiellement) et les débats théoriques sur la structure de la matière, lancés par le médecin Suisse Paracelse.
Au XVIe siècle, les médecins et apothicaires s'étaient emparés des techniques de distillation afin de produire des remèdes nouveaux et plus efficaces. En 1500 puis 1512, l'apothicaire strasbourgeois, Brunschwig, publie en deux tomes un ouvrage majeur, Le Livre de la Distillation où il prône le remplacement des formes galéniques traditionnelles de la matière médicale par une forme distillée. La distillation est conçue comme une technique de purification des substances permettant d'en extraire la partie pure, thérapeutiquement efficace, de la partie impure, toxique. Grâce à l'apparition de l'imprimerie, l'ouvrage connait un franc succès et sera largement repris par de nombreux auteurs du XVIe siècle.
L'autre grande figure du XVIe siècle est celle de Paracelse (1493-1541), dont la vision du monde s'opposait catégoriquement à la médecine galénique rationaliste de l'Antiquité, en appuyant entièrement sa pensée médicale sur un socle chrétien et alchimique. Il reprend le fondement ontologique grec de la matière basée sur les Quatre éléments (terre, eau, air et feu) auquel il rajoute des éléments venant de l'alchimie. Chaque substance peut par un processus alchimique de séparation révéler sa composition en Mercure, Soufre et Sel. Conçue comme une technique pour briser les substances, l'alchimie ouvre alors la voie principale à la connaissance empirique des substances naturelles.
La volonté de fonder une nouvelle médecine sur l'(al)chimie trouva un échos dans une partie du corps médical. De vigoureuses polémiques opposèrent les médecins paracelsiens iatrochimistes et aux médecins humanistes galénistes. C'est de ces débats qu'est issue l'idée que la structure de la matière pouvait probablement mieux être explorée par les moyens de la chimie que par la spéculation philosophique a priori. Ils marquent le point de départ du long processus de séparation de la chimie de l'alchimie transmutatoire. Par la même occasion, la chimie deviendra une science autonome, indépendante de la pharmacologie, et la « médecine traditionnelle européenne » (gréco-romaine) se transformera en une médecine basée sur la physiologie et la biochimie.

## Limites d'une chimie des principes

### Cours de chimie duXVIIesiècle
Au début du XVIIe siècle, l'apothicaire Jean Béguin, protégé du roi Henri IV, donna les premiers cours de ce qu'il appela « chimie » mais était en fait un état transitoire entre l'alchimie et ce qui allait devenir la science chimique. L'ouvrage qu'il en tira, le Tyrocinium chymicum, publié en 1610 (traduit en français sous le titre de Elemens de chymie en 1615) marqua l'essor d'un genre littéraire nouveau, dit « des cours de chimie ». Il sera suivi en France, par les cours de W. Davidson en 1635, d'Étienne de Clave en 1646, Arnaud en 1656, de Barlet en 1657, de Nicaise Le Febvre en 1660, Christophe Glaser en 1663, Jacques Thibaut le Lorrain en 1667, Malbec de Tressel en 1671, jusqu'au célèbre Cours de chymie de Nicolas Lemery publié en 1675 qui en constitue l'aboutissement (H. Metzger). Il s'agit d'ouvrages destinés aux apothicaires, constitués de listes de recettes qui s’appuient le plus souvent sur une théorie des Principes à cinq termes : Soufre, Mercure, Sel, Eau et Terre. L'enseignement était ouvert à tous, donné soit à titre privé chez des apothicaires, soit dans un cadre institutionnel comme le Jardin du roi où à partir de 1648 un professeur de chimie officiel put donner des cours. L'université qui avait refusé l'enseignement de l'alchimie, ne sut pas prendre le tournant de l'(al)chimie et resta longtemps rétive à son enseignement.
La chimie se présente jusque dans les années 1660 comme connaissance des Principes (ou Éléments constitutifs de tous les corps mixtes). À la fin du XVIe siècle, Joseph du Chesne avait exposé dans le Grand miroir du monde (1585, 1593) la théorie des Quatre éléments (terre, eau, air, feu) et des Trois Principes paracelsiens (mercure, soufre et sel) tirés par distillation de poudre de bois de chêne : après extraction de l'Eau, sortent successivement de l'alambic les Trois principes : le Mercure acide, le Soufre huileux et le Sel.
Au siècle suivant, la diffusion de la chimie s'accentua sans discontinuer. Les ouvrages de plus en plus nombreux, associaient des considérations pratiques de laboratoire (techniques de distillation, de calcination et préparation de remèdes chimiques) à des spéculations philosophiques très libres. Chaque chimiste « aidé par sa seule logique, déroulait un système du monde sans rencontrer aucun obstacle; mais les bases étaient arbitraires et variaient, cela se conçoit, d'un individu à l'autre », remarque Hélène Metzger, la pionnière des études de la « philosophie chimique ».
À l'image de William Davisson, la plupart des chimistes rattachent les principes chimiques à un système métaphysique englobant la totalité de l'univers. Toutefois Étienne de Clave occupe une place à part dans la lignée de ces premiers chimistes. Il développe une réflexion poussée sur les principes, les corps simples et les mixtes, en partant certes de la tradition philosophique mais en la reliant à de nombreuses observations et expériences de chimie et de minéralogie, sans se perdre dans des spéculations métaphysiques sur le Grand Tout. Il retient Cinq principes (le phlegme, l'esprit, l'huile, le sel et la terre) qu'il cherche à obtenir par un programme complexe d'opérations qui reposent pour l'essentiel sur ce qu'on nomme maintenant une distillation fractionnée, permettant de les extraire successivement.
Ces premiers chimistes seront l'objet d'une critique radicale par Robert Boyle dans le Sceptical Chymist (1661). Pour lui, la matière existe mais la recherche d'éléments est illusoire. Au nom de critères d'esthétique rationnelle, il nie d'emblée l'idée d'une diversité des éléments chimiques. Il qualifiera les premiers chimistes de chimistes vulgaires parce qu'ils envisagent la chimie comme discipline purement pratique. Sans doute peut-on comprendre ces reproches parce que ces premiers chimistes avaient une pratique expérimentale trop inconsistante pour être en mesure d'établir expérimentalement des principes premiers. Toutefois rejeter toute tentative de comprendre la structuration de la matière en éléments sur la seule base de la chimie, l'amène à préférer une approche philosophique a priori, visant à réconcilier une philosophie mécanique de la chimie avec la théologie chrétienne.

### Chimie de Lémery
Lémery dans son Cours de chymie de 1675, va reprendre le schéma des « cours de chimie », mais en prenant en compte toutes les critiques émises par ses prédécesseurs. Dès la section sur Des Principes de la Chymie (p. 2), il adopte les « cinq principes des choses naturelles, l'eau, l'esprit, l'huile, le sel et la terre » (Cours p. 4). Pour lui, les principes sont des corps qui, pour autant qu'ils ne soient pas réellement les plus simples, ne sont pas davantage résolubles selon l'état actuel de la chimie.
Au cours des premières rééditions du Cours de chymie, Lémery a modifié les Remarques sur les principes des premières pages puis il ne les a plus touché (Bougard ). Mais on retrouve constamment les conceptions suivantes, :
| Les Cinq principes de Lémery (Cours de chymie p. 2-22) |                                                                        |                                                                                    |
| Principe                                               | Caractéristiques principales                                           | Autres propriétés                                                                  |
| Esprit (mercure)                                       | substance subtile, pénétrante, légère qui sort le premier de l'alambic | peu abondant dans les minéraux, abondant dans les végétaux et animaux              |
| Huile (soufre)                                         | substance inflammable, subtile, qui sort après l'esprit                | fait la diversité des couleurs et des odeurs, ex. huile de romarin, de lavande     |
| Sel                                                    | substance incisive, se cristallisant                                   | le sel fixe apparait dans la cucurbite, le sel volatil sur les parois du chapiteau |
| Phlegme (eau)                                          | liqueur insipide                                                       | jamais pur                                                                         |
| Terre                                                  | friabilité                                                             | résidu de l'analyse par le feu, sert de soutien aux autres principes               |

Dans la filiation de Joseph du Chesne et des chimistes qui ont suivi, la définition de Lémery des principes constitutifs de la matière se fait suivant deux dimensions :
- l'analogie opératoire de la distillation du bois ;
- les propriétés physico-chimiques intrinsèques.

Prenons le cas de la distillation du bois de gaïac râpé, exemplaire parce qu'il fournit une illustration prototypique de la définition opératoire des principes :
| Distillation du Gayac « Prenez du bois de gayac râpé ou scié en petits morceaux, remplissez-en les trois quarts d'une grande cornue que vous placerez dans un fourneau de réverbère, et vous y joindrez un grand ballon pour récipient; commencez la distillation par un feu du premier degré [doux], afin d'échauffer doucement la cornue et de faire distiller l'humidité aqueuse qu'on appelle phlegme; continuez-le en cet état, jusqu'à ce qu'il ne tombe plus de gouttes, ce qui montrera que tout le phlegme a été distillé ». Après avoir changé de récipient de réception, augmentez le feu par degrés, « les esprits et l'huile sortiront en nuages blancs; continuez le feu jusqu'à ce qu'il ne sorte plus rien, laissez refroidir les vaisseaux et les délutez; versez ce que le récipient contiendra dans un entonnoir garni de papier gris qu'on aura mis sur une bouteille ou sur un autre vaisseau; l'esprit passera et laissera l'huile noire, épaisse et fort fétide dans l'entonnoir… » (Cours, p. 498-499) | Fourneau de réverbère (utilisé par Lémery). O, cornue ; C, cornue sur le foyer B, foyer ; D, G, dôme E, P, petite cheminée F, ballon de réception des vapeurs condensées. |
Après avoir extrait le phlegme, l'esprit et l'huile du gaïac, il ne reste plus à l'opérateur qu'à d'extraire les deux derniers principes du charbon de gayac qui reste au fond de la cornue. Classiquement il calcine, lessive à l'eau et filtre pour séparer le sel de la terre. Et de conclure « On peut tirer de cette manière les cinq substances de tous les végétaux » (p. 499). Par cette technique de séparation, les chimistes pensaient être en mesure de réduire tout mixte en ses constituants.
Ces définitions opératoires permettaient certes de définir grosso modo les produits de la distillation (ou de la sublimation, pyrolyse), tirés de substances qui s'y prêtaient facilement, comme les végétaux et les animaux. « On trouve aisément, les cinq principes dans les animaux et les végétaux, mais on ne les rencontre pas avec la même facilité dans les minéraux » (Cours, p. 6), dit-il.
Mais peut-on vraiment généraliser cette procédure d'analyse chimique ? Car que faire avec des substances naturelles comme les métaux (or, argent, plomb, cuivre, mercure…) non distillables d'emblée ? Comment les catégoriser ? Lémery reconnait qu'on n'a « jamais tiré aucune substance de l'or, ni de l'argent qui puisse être appelé sel, ou soufre, ou mercure ». Comme on ne parvient pas à résoudre les métaux en substances plus simples, il considère le corpuscule métallique comme un être primitif.
Lémery et les chimistes avant lui se sont alors attelés à attaquer les métaux par des acides (eau régale [ac. nitrique + chlorhydrique], esprit de nitre (HNO3), vinaigre distillé…) afin d'obtenir des solutions qu'ils faisaient évaporer pour essayer d'en tirer des cristaux ou des précipités. Ils obtenaient ainsi des crystaux d'argent ou vitriol de Lune (nitrate d'argent cristallisé AgNO3), du sel de Saturne (acétate de plomb), du vitriol de cuivre (nitrate de cuivre II) ou du sublimé corrosif (HgCl2). Les définitions opératoires standard ne s'appliquant pas, ils parlaient parfois de sel (en utilisant sa propriété caractéristique de cristallisation) ou de vitriol (en raison de l'utilisation de certains acides) ou de sublimé (en raison de l'utilisation de la technique de sublimation). Dans les multiples préparations que Lémery fait à partir de l'antimoine naturel, il obtient du foie d'antimoine (SbO3), du magistère d'antimoine, des fleurs d'antimoine (SbCl3), de la neige d'antimoine etc., autant de dénominations traditionnelles qui trahissent l'incapacité d'obtenir une définition par la théorie des Cinq principes.
Quelles dénominations chimiques donner à des produits naturels comme le nitre ou salpêtre, le sel marin ou le sel armoniac (chlorure d'ammonium, venant de Libye, du « sel volatil de l'urine des Chameaux » dit Lémery) ? Là encore, pas de définitions opératoires possibles, mais la dénomination ne peut se faire que sur la base de propriétés substantielles (volatilité, cristallisable) ou en recourant à des termes fixés par l'usage.

### Difficultés terminologiques et conceptuelles liées au choix du processus d'analyse chimique
Lémery perçoit les difficultés méthodologiques et n’emploie plus le terme de « résolution des mixtes » en ses composants élémentaires (ou principes) qui était utilisé par les chimistes du début du siècle. Il abandonne la visée de réduire les mixtes en leurs éléments ultimes qui avait pourtant retenu toute l’attention des chimistes de la génération précédente. Comme ses prédécesseurs, il est conscient des difficultés soulevées par la théorie des Cinq principes, mais contrairement à ceux-ci, il ne va ni chercher à les surmonter en affinant les définitions (comme Étienne de Clave), ni y remédier par des spéculations philosophiques sur l'Esprit universel, le premier principe et l'unique semence de toutes choses (comme Nicaise Le Febvre), ni rejeter la théorie sans rien proposer à la place (comme Robert Boyle). Le développement des connaissances empiriques lui semble un préalable nécessaire à toute construction théorique plus solide.
La définition opératoire des principes ne peut s'appliquer à toutes les substances et ne garantit en effet pas la cohérence de l'ensemble ou le caractère élémentaires et irréductibles des principes. Conscient de ces difficultés, il remarque lucidement :
| Remarques sur les Principes. Le nom de Principe en Chymie ne doit pas être pris dans une signification tout à fait exacte; car les substances à qui l'on a donné ce nom, ne sont principes qu'à notre égard, & qu'en tant que nous ne pouvons point aller plus avant dans la division des corps; mais on comprend bien que ces principes sont encore divisibles en une infinité de parties, qui pourraient à plus juste titre être appelées Principe. On n'entend donc par Principes de Chymie que des substances séparées & divisées autant que nos faibles efforts en sont capables : comme la Chymie est une Science démonstrative, elle ne reçoit pour fondement que celui qui lui est palpable & démonstratif. (Cours[4], 1757, p. 4-5) |
Lémery ne rejette donc pas la doctrine des Principes, mais il l'utilise comme un outil de travail opératoire, à défaut de mieux. Sans avoir encore une vision claire des différences entre corps simples, corps composés et mélanges, la doctrine des Principes lui offre une hypothèse heuristique sur les « corps mixtes » vus comme des composés d'éléments plus simples extractables par des opérations de laboratoire. Les cinq catégories « esprit, huile, sel, eau, terre » lui servent à dénommer les produits obtenus successivement au cours des étapes de la distillation. Ces produits sont eux-mêmes décomposables et ne sont donc pas des corps simples irréductibles. Les cinq Principes désignent plutôt implicitement cinq classes d'espèces chimiques, caractérisables par leurs méthodes d’obtention et quelques caractéristiques physico-chimiques. Mais même avec ces restrictions, Lémery relève de nombreuses incohérences dans les dénominations, issues d'une histoire terminologique tortueuse.

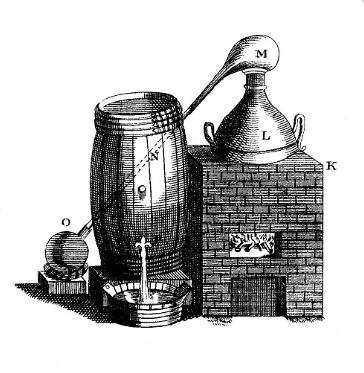
« Fourneau pour distiller par le réfrigérant » (alambic utilisé par Lémery)
L cucurbite de cuivre, le tuyau d'évacuation N des vapeurs passe à travers un tonneau d'eau fraîche pour les condenser en un liquide, récupéré dans le récipient O.

Prenons l'exemple de la distillation du vin (Cours, p. 562-565) :
Après avoir rempli une cucurbite de cuivre de vin, on distille « à petit feu environ la quatrième partie de l'humidité [le liquide de la cucurbite], jusqu'à ce que la liqueur qui distillera [coulera] ne s'enflamme plus quand on la présente au feu, ce qui se trouvera dans le récipient est appelé Eau-de-vie ».
Celle-ci est « un esprit de vin rempli d'un phlegme qu'il a entraîné dans la distillation; cet esprit monte toujours le premier et ainsi on sait qu'il n'en reste plus dans la cucurbite, quand la liqueur qui distille [coule] n'est plus inflammable ». La dénomination d'esprit (de vin) est conforme à la conception qui veut que l'Esprit sorte avant l'Huile, mais cet esprit est aussi inflammable, et il a donc la caractéristique définitoire de l'Huile ! Pour concilier les deux, il parle « d'esprit sulfureux » (car Soufre=Huile, deuxième principe). Pour lui, l’esprit inflammable du vin n’est donc autre chose qu’une huile exaltée par des sels.
Parmi les multiples incohérences terminologiques, il signale entre-autres qu'il existe trois sortes d'esprit (Cours p. 7) :
- l'esprit des animaux, comme l'esprit de corne de cerf qui n'est qu'un sel volatil résous [transformé] par un peu de phlegme ;
- l'esprit ardent des végétaux, comme l'esprit-de-vin [éthanol] (ou l'esprit de romarin) qui n'est qu'une huile exaltée ou un « esprit volatil » ;
- l'esprit acide, comme l'esprit de vinaigre [acide acétique] qui n'est qu'un sel fluide.

ou bien p. 468 sur la combustion du soufre, où on obtient de l'esprit de soufre [SO2] qu'on appelle huile de soufre, comme on appelle l'esprit caustique de vitriol huile de vitriol. Lémery observant que ces Esprits ne sont que des Sels, des Huiles et du Phlegme « de sorte que l'esprit ou le mercure des Chymistes est une chimère qui ne sert qu'a embrouiller les Esprits, & à rendre la Chymie difficile à comprendre » (p. 8). Lémery annonce la mort du principe Mercure; le terme d'Esprit demeurera, mais désignera dorénavant un Sel (Franckowiak, 2002). Le principe salin est de loin le plus capital dans sa théorie.
Les dénominations erronées peuvent venir d'un terme ancien fixé par l'usage, d'un terme adopté trop hâtivement sur la base d'une observation superficielle ou plus grave, d'une incohérence du système définitoire des Principes, associant propriétés opératoires et propriétés substantielles.
Comme beaucoup des chimistes qui l'ont précédé, Lémery est conscient du caractère problématique de la théorie des Cinq principes mais à la différence de ceux-ci, il ne cherche pas à l'améliorer. La terminologie chimique de l'époque est basée sur cette théorie et on ne pouvait donc s'en passer avant que de Morveau, Lavoisier, Berthollet et de Fourcroy ne proposent une réforme radicale de la nomenclature chimique un siècle plus tard (Méthode de Nomenclature chimique, 1787). Il ne sert manifestement à rien de vouloir « changer un nom qui a été attaché à ces liqueurs depuis si longtemps », tant que suffisamment de connaissances empiriques n'ont été assemblées pour permettre l'émergence d'une nouvelle théorie de la matière cohérente.
Lémery ne recourt aussi qu'à bon escient aux explications des propriétés des substances par leur composition en principes, sans être prisonnier « de l'opinion des Chymistes ordinaires, qui croyant expliquer tous les événements de la nature par leurs principes qu'ils accumulent à leur mode, [et] rejettent comme ridicule tout ce qui ne s'accorde pas à leur sentiment » (Cours p. 629). Par exemple chapitre XVI Du Nitre ou Salpêtre, il indique page 369 que quand on jette du salpêtre sur du feu, il s’élève une flamme violente. Certains chimistes en ont tiré qu’il contenait du Soufre, puisque le Soufre (ou Huile) est le seul principe qui s’enflamme mais « s’ils eussent suspendu leur jugement jusqu’à ce qu’ils eussent fait davantage d’expériences…ils auraient eu sujet de douter qu'il est entré quelque portion de soufre dans la composition de ce sel…Pour ce qui est du soufre qu’on veut que le salpêtre contienne, on ne peut le démontrer par quelques opérations que ce soit » (p. 369).
On peut comprendre rétrospectivement que les limites de la théorie des principes tiennent avant tout aux limites des techniques d'analyse chimiques de séparation (par distillation, sublimation) grâce auxquelles elle s'était imaginée pouvoir résoudre tous les mixtes en leurs constituants principiels.
Lémery peut aussi être induit en erreur quand il reprend sans examen la théorie des mixtes de ses prédécesseurs. Ainsi avec les métaux les plus facilement oxydable comme l'étain, le plomb ou le fer que l'action du feu réduit en « chaux » à l'air libre. Il indique que « Le Plomb est un métal rempli de soufre, ou d'une terre bitumeuse qui le rend mollasse et fort pliant; il y a apparence qu'il contient aussi du mercure » (Cours, p. 90). En calcinant le plomb au feu de réverbère (à haute température), il obtient une poudre rouge, appelée minium (tétroxyde de plomb, Pb3O4). Et il est fort surpris, d'observer que ce métal qu'il considère être un mixte, une fois calciné pèse plus lourd qu'avant calcination. Au lieu de se décomposer, il prend du poids : « quoique par l'action du feu, il dissipe des parties sulfureuses ou volatiles qui le doivent faire diminuer en pesanteur, néanmoins…il pèse davantage » (Cours, p. 92). Il préfère imaginer que des « corpuscules de feu » s'insinuent dans les pores du plomb pour l'alourdir. À la fin du XVIIIe siècle, Lavoisier montrera que l'augmentation du poids du métal tient au fait que le métal fixe de l'oxygène.

## Une chimie corpusculaire et mécaniste
Dans son Cours de chymie, Nicolas Lémery fait la synthèse du savoir empirique des chimistes du XVIIe siècle qu'il présente dans le cadre de la théorie des Principes, vue plus comme une hypothèse heuristique sur la nature des mixtes que comme une méthode correcte de classification et de dénomination des mixtes ou encore comme un modèle explicatif. La nouveauté qui donnera un attrait remarquable à son œuvre, est qu'il surajoute une interprétation mécaniste aux opérations chimiques.
Conscient de la difficulté, sinon de l'impossibilité, de trouver d'explications principielles des phénomènes chimiques, Lémery se tourne vers un modèle mécaniste de particules en interaction. Le phénomène d'effervescence apparaissant quand on mélange un acide et un alcali (une base) peut se concevoir en se représentant un acide constitué de particules pointues, un alcali formé de particules percées de pores, et leur interaction se réalisant par la pénétration des pointes dans les pores. En pénétrant les pores, les pointes « brisent et écartent tout ce qui s'oppose à leur mouvement et, selon que les parties qui composent cette matière sont plus ou moins solides, les acides trouvant plus ou moins de résistance, ils font une plus forte ou plus faible effervescence » (Cours, 1757, p. 18).
Le phénomène physique de l'effervescence peut donc se comprendre par l'interaction mécanique des pointes et des pores, mais pourquoi alors les acides ont-ils des parties pointues ?
| « je ne crois pas qu'on me conteste que l'acide n'ait des pointes, puisque toutes les expériences le montrent ; il ne faut que le goûter pour tomber sur ce sentiment, car il fait des picotements sur la langue semblables ou fort approchants de ceux qu'on recevrait de quelque matière taillées en pointes très fines ; mais une preuve démonstrative et convaincante…est que les acides se cristallisent en pointes » (Cours, 1757, p. 17). |
Lémery a d'abord considéré que l'effervescence était la signature d'une réaction entre un acide et une base. Il va par la suite nuancer son propos, en prenant en compte une notion de force de l'acidité. Certaines substances qualifiées de sel acide peuvent présenter une effervescence avec d'autres acides : « c'est ce qui arrive avec le sel marin [NaCl] qui est acide, car quoiqu'il ne bouillonne point ni avec l'esprit de sel [HCl] ni avec l'esprit de nitre [HNO3]…si vous le mêlez avec de l'huile de vitriol [H2SO4] bien forte, il se fera effervescence » (Cours, p. 19).
Dans le chapitre XVI sur le nitre (ou salpêtre), il observe un bouillonnement violent et bruyant quand il mélange de l'esprit de nitre [HNO3] et le l'esprit-de-vin [éthanol]. Étonné, il commente « Cet effet est surprenant, car l’esprit de nitre étant un fort acide & l’esprit-de-vin un soufre [car le principe soufre est inflammable], on ne peut pas dire qu’il y ai ici un alkali pour faire ébullition avec l’acide, selon la règle commune, & cette opération montre bien qu’on ne peut pas tout expliquer par les seuls principes de l’acide et de l’alkali, comme quelques-uns le prétendent » (Cours, p. 383). Il tente alors une explication corpusculaire non pas par « pointes et pores » mais par « particules de feu et soufre » : l'esprit de nitre contient beaucoup de corpuscules ignés qui en contact avec le soufre de l'esprit-de-vin « mettent la liqueur en si grand mouvement, qu'il semble qu'elle aille s'enflammer…de sorte qu'il ne se peut faire qu'une ébullition très-violente » (Cours, p. 383-384). L'intervention des corpuscules de feu permet d'expliquer par la même occasion le fort dégagement de chaleur accompagnant l'ébullition, si bien qu'on ne peut pas garder la main sur le matras, dit-il.
Le « modèle des pointes et des pores » de Lémery appliqué à l'origine aux interactions acides-bases, permet de rendre compte de la force plus ou moins grande des acides, en la liant à la différence de subtilité des pointes (Cours, p. 17). Fort de ce succès, Lémery tente d'élargir le domaine d'application du modèle à :
- la coagulation du lait par un acide (Cours, p. 21) ;
- la différence de solubilité de l'or et de l'argent par l'eau régale (Cours, p. 52 et 407) ou celle du sublimé corrosif (HgCl) et du sublimé doux (Hg2Cl2) dans l'esprit de vin (éthanol) (Cours, p. 207), etc. ;
- la précipitation de substances peu solubles, lors de l'attaque de divers métaux par l'acide nitrique (eau forte) puis de l'ajout de l'acide chlorhydrique (esprit de sel)[2].

Le modèle corpusculaire et mécaniste de Lémery vise essentiellement à rendre compte des phénomènes physico-chimiques accompagnant les expériences de laboratoire.
Cette mécanique de figures microscopiques en interaction ne suffit pas pour faire de la chimie de Lémery une chimie cartésienne (Joly, 2008). D'abord cette théorie ne vient pas de Descartes mais d'un pharmacien et médecin allemand Otto Tachenius, installé à Venise, auteur en 1666 de Hippocrates chimicus puis d'un médecin de Caen, François Saint-André, auteur des Entretiens sur l'acide et l'alcali publié en 1672.
Ensuite quand Descartes réduit les opérations de la chimie à celle de la mécanique, il le fait par un discours de physique géométrique, présentant la figure, la taille et le mouvement des parties des substances. Ses explications sont toujours tirées d'un pur travail a priori de la pensée, et non pas d'observations et expériences faites au laboratoire. Descartes renonce à faire de la chimie une science autonome à l'opposé de Lémery qui refuse tout choix théorique qui ne soit pas établi à partir du « sensible ». Le modèle par pointes et pores de Lémery est donc très éloigné de la « physique métaphysique » de Descartes que de Huygens à Voltaire, on a souvent qualifié le « roman cartésien ».
Le modèle de Lémery fut adopté par quasiment tous les chimistes de la fin du XVIIe siècle et pendant une partie du XVIIIe siècle. Une métaphore de nature sexuelle se surimposa rapidement sur le modèle, selon laquelle les corps pointus de l'acide pénétraient la matrice des alkalis. Le Père Regnault, professeur de philosophie au Collège royal de Chartres enseignait que « L'Acide et l'Alkali semblent fait l'un pour l'autre ; l'Acide pour pénétrer et agiter l'Alkali et celui-ci pour recevoir l'action du premier… Quand vous les mélez ensemble, l'Acide qui trouve les pores de l'Alkali si bien proportionnés à la configuration de ses parties, entre facilement ; et comme il se trouve accompagné de la seule matière subtile, il en conçoit aussitôt le mouvement ; voici l'Acide qui agit de tous côtés: il pousse, il écarte, il dissipe tout ce qui s'oppose à son passage : ce mouvement violent & vertiqueux est ordinairement accompagné de chaleur, quelque fois même de Feu et de flamme… » (Abrégé du mécanisme universel, 1735). Pour un autre ecclésiastique tout aussi inspiré, le Père Regnault de la Compagnie de Jesus, indique dans ses Entretiens physiques d'Ariste et d'Eudoxe sur les problèmes de physique et chimie : « Les acides sont de petits dards roides, longs, pointus, tranchants. Les alkalis sont des corpuscules plus grossiers…comme autant de gaines, de fourreaux ou de matrices propres à recevoir les acides ».
Des chimistes allemands comme Becher et Stahl, pourtant peu suspects de corpuscularisme, ont utilisé par la suite le modèle des pointes et des pores.

## Notion de réaction chimique avec mesure des rapports pondéraux entre les réactifs
Il faut se souvenir que jusqu'au milieu du XVIIe siècle la notion de réaction chimique n'existait pas, car comme l'a remarqué Franckowiak, à propos d'Étienne de Clave, « une opération de laboratoire n'aboutit pas à la production d'un corps complètement distinct des réactifs; il est toujours perçu comme une purification, une amélioration des qualités d'une des substances initiales… ».
On peut supposer que Lémery en faisant fonctionner son modèle de corpuscules en interaction, commence à dégager la notion de réaction chimique. Il observe ainsi « l'acide et l'alkali se détruisent tellement dans leur combat, que quand on a versé peu à peu autant d'acide qu'il en faut pour pénétrer un alkali dans toutes ses parties, il n'est plus alkali, quoique vous vous le laviez pour le priver d'acide, parce qu'il n'a plus les pores disposés comme il avait » (Cours, p. 19-20). Lémery arrive à se représenter une réaction comme un combat entre corpuscules équipés de pointes différentes, la lutte pouvant conduire à la transformation de certaines parties qui perdent leurs pointes et d'autres dont les pores gardent enchassés des pointes à l'intérieur.
La notion de réaction transparait dans les comptes rendus expérimentaux de Lémery lorsqu'il décrit deux réactifs interagissant pour donner une troisième substance d'aspect différent. Lémery indique ainsi comment fabriquer du cinabre artificiel (HgS), de couleur très rouge dit-il, en faisant fondre du soufre (S) dans du mercure (ou vif-argent, Hg) ; soit :
S + Hg → HgS
Il en conclut que « Le cinabre est un mélange de soufre et de vif-argent sublimés » (Cours, p. 148). Le terme de « mélange » ne convient pas mais l'idée implicite de composition est là. Cette remarque est étayée en d'autres occasions par une mesure des masses. Comme par exemple, quand il constate, que le sublimé corrosif (HgCl2) produit à partir du vif argent (Hg) et d'esprit de nitre (HNO3), pèse six onces de plus que les 16 onces de vif argent (Hg), introduit au départ (Cours, p. 167). Parfois, il explique l'augmentation de masse par le fait que des pointes rompues sont demeurées insérées dans les pores ou bien par la présence de corpuscules de feu. En somme, on a l'impression que Lémery n'a pas les mots exacts (et les concepts) pour expliquer la formation d'un corps composé mais que son modèle corpusculaire lui en donne une intuition sensible précise.
Deux pages plus loin, il propose inversement la Revivification du Cinabre en Mercure coulant. Il précise les poids : « Prenez une livre de cinabre artificiel [HgS], pulvérisez-le et le mêlez exactement avec trois livres de chaux vive [CaO] aussi en poudre ». Il chauffe le mélange dans une cornue et récupère le mercure qui coule goutte à goutte. Il mesure le poids du mercure obtenu « On doit tirer treize onces de mercure coulant de seize onces de cinabre artificiel » (Cours, p. 150). Comme le remarque Bourzat, la notion de la combinaison de deux corps simples se faisant dans des proportions mesurables et reproductibles est déjà présente chez Lémery. D'après Paul Pascal et Bourzat, on peut écrire la réaction suivante :
|                           | 4 HgS    | + | 4 CaO      | → | 3 CaS | + | CaSO4 | + | 4 Hg        |
| masse molaire en partie   | 232,65 1 |   | 56,08 0,24 |   |       |   |       |   | 200,59 0,86 |
| Lémery en onces en partie | 16 1     |   |            |   |       |   |       |   | 13 0,81     |

On voit donc que dès 1675, Lémery donnait déjà une composition massique approchée du sulfure de mercure(II) (cinabre, HgS) ; en 1698, il donnera dans son Dictionnaire universel des drogues simples, un rapport de 0,87 quasiment en accord avec la stœchiométrie.
Il cherchera aussi à déterminer les rapports pondéraux à respecter entre réactifs pour obtenir un résultat optimal. Dans une autre réaction, la production de mercure sublimé doux (Hg2Cl2) à partir de sublimé corrosif (HgCl2) et de mercure (Hg) (Cours, p. 176), les proportions employées par Lémery pour toutes les substances sont celles de la stœchiométrie (donnée directement en parties sans passer par les pesées en onces qu'il donne) :
|                       | HgCl2 | + | Hg   | → | Hg2Cl2 |
| masse mol. en parties | 1     |   | 0,74 |   | 1,74   |
| Lémery en parties     | 1     |   | 0,75 |   | 1,66   |

Enfin, remarquons que si nous employons actuellement le terme de chimie corpusculaire de Lémery, lui-même n'utilisait pas les termes d'« atomes » ou de « corpuscules » (sauf pour les « corpuscules de feu »), mais recourait parfois à celui de « particule » (comme particule de sel pointue, p. 17) et le plus souvent à celui de « partie » (sans préciser que parfois c'était une partie visible et parfois, une partie invisible, microscopique).
Les pesées précises de Lémery permettront d'étayer la notion de corps composés, là où la technique de « résolution des mixtes en ses constituants élémentaires » par des techniques de séparation n'avait pas abouti. Rétrospectivement on peut comprendre que cette approche ait été une impasse, car les techniques de séparation par distillation permettaient de séparer les substances d'un mélange (qui n’interagissent pas entre-elles), alors qu'un mixte pouvait être aussi un corps composé, formé d'éléments liés par des liaisons chimiques fortes. Par contre, percevoir qu'en faisant interagir entre-eux deux corps simples facilement identifiables, on peut en former un troisième différent et facilement reconnaissable par sa couleur (comme S + Hg → HgS) et inversement décomposer ce corps composé en corps simples, était la voie royale de la compréhension. Les apothicaires-chimistes du passé qui avaient élaborés des préparations complexes à partir de multiples substances organiques, n'avaient aucune chance d'entrevoir le processus de composition.
Ces essais de compositions et décompositions relèguent au second plan l'analyse par distillation qui dominait jusque là l'analyse chimique.
Le modèle explicatif des pointes et des pores, un temps fécond, fut abandonné vers le milieu du XVIIIe siècle par les chimistes français, le trouvant beaucoup trop éloigné des réalités de laboratoire. Par contre la notion de réaction chimique devint le concept central de la chimie avec la loi de conservation de la masse de Lavoisier.

## Rejet de la quête alchimique et de l'astrologie

### Séparation entre la chimie et l'alchimie
Depuis le XIIe siècle, les apothicaires Européens distillaient les plantes médicinales et quelques produits organiques pour en extraire la partie la plus subtile et pure, la seule thérapeutiquement efficace à leurs yeux. Le traitement de la matière médicale par les techniques alchimiques prit de l'ampleur au XVIe siècle avec une plus large diffusion des savoirs techniques permis par l'invention de l'imprimerie. L'impact de la pensée de Paracelse, par le biais de la théorie des Trois principes (mercure, soufre et sel) infléchit nettement l'évolution des études alchimiques du XVIIe siècle. De plus en plus d'apothicaires-alchimistes et de médecins paracelsiens (iatrochimistes) cherchèrent à asseoir les fondements de l'alchimie sur une théorie de la matière. C'est dans cette communauté que s'opéra la séparation de la chimie d'abord de l'alchimie puis de la pharmacologie.
Le processus de séparation entre la chimie et l'alchimie transmutatoire était en marche, il allait durer près d'un siècle, de 1620 à 1720 selon Didier Kahn. Pour Étienne de Clave (1587-1645), l'alchimie se limite au perfectionnement des métaux, tandis que la chimie, s'intéresse plus généralement à purifier, non seulement les métaux mais aussi les plantes, les animaux et les hommes. Les chimistes du début du XVIIe siècle ne nient pas la possibilité de la transmutation des métaux « vils » en or, ils élargissent seulement leur discipline vers la connaissance du monde matériel, par le moyen de la résolution des mixtes en leurs principes. La chimie devient indissociable d'une philosophie naturelle étendue non seulement au monde minéral, mais aussi à la nature tout entière. C'est à partir de cette chimie des principes dont les insuffisances sont mises en évidence par Lémery, que se prépare les nouvelles approches corpusculaires et mécanistes.
Le botaniste Guy de la Brosse (1586-1641), est un des premiers à mener la charge contre l'alchimie transmutatoire. Dans son traité De la nature, vertu & utilité des plantes en 1628, donne le sobriquet d'« oiseau d'Hermès » par dérision à la pierre philosophale et affirme que la chimie est si dissemblable de la recherche de la pierre philosophale qu'elle peut s'en séparer.

### Rejet de l'alchimie par Lémery
Lémery, dans le premier chapitre du Cours de chymie sur l'or, expose en termes très neutres les objectifs des alchimistes. Puis il porte une condamnation morale impitoyable de leur « désir âpre de devenir riches », de leurs mensonges et de leur malhonnêteté. Ils font « des tours de passe-passe » pour escroquer des naïfs. Ils vendent très cher pour de « l'or potable » ce « qui n'est qu'une teinture de végétal ou de minéral dont la couleur approche celle de l'or » (Cours, p. 44). Il montre aussi « que ce qu'on entend par or potable n'est qu'une chimère ». En chimiste expérimenté, il donne tous les moyens pour déjouer les malversations alchimistes.
« Je pourrais rapporter encore plusieurs autres subtilités des Alchimistes, par lesquelles ils n'engagent que trop souvent ceux qui ont de l'argent à travailler avec eux, mais je serais trop long sur cette matière. Je ne l'ai touché qu'en passant, pour tâcher de désabuser ceux qui sont préoccupés de la transmutation des métaux » (Cours, p. 45).
Lémery reconnait qu'il peut toutefois exister des alchimistes honnêtes, cherchant sincèrement la pierre philosophale. Il se désole alors de les voir perdre leur vie dans une quête totalement vaine. « Mais ce qui est le plus déplorable, c'est qu'on voit beaucoup de ces Alchimistes qui, après avoir consommé les plus beaux de leurs ans dans cette sorte de travail, où ils se sont opiniâtrement obstinés, et y avoir dépensé tout leur bien, se voient pour récompense réduits à la pauvreté » (p. 43).

### Rejet de l'astrologie par Lémery
Dans le contexte religieux du XVIIe siècle, un mouvement anti-astrologique prend forme. Pour lutter contre les idées de la Réforme, les Jésuites mettent en avant le thème de la prédestination et du libre-arbitre. Sont condamnés indistinctement toutes les formes de prédestinations, en mêlant pêle-mêle les astrologues, les calvinistes et les libertins.
Lémery va participer au mouvement de rejet de l'astrologie, mais en se tenant à distance de toute considération théologique, comme à son habitude.
« Les Astrologues ont prétendu qu'il y avait une si grande affinité et tant de correspondance entre les sept métaux dont nous venons de parler et les sept planètes, que rien ne se passait dans les uns que les autres n'y prissent part; ils ont cru que cette correspondance se faisait par le moyen d'une infinité de petits corps qui partent de la planète et du métal… Pour ces raisons, ils ont donné à ces sept métaux le nom des sept planètes qui les gouvernent en leur particulier, et ils ont appelé l'Or Soleil, l'Argent Lune, le Fer Mars, le vif-Argent Mercure, l'Étain Jupiter, le Cuivre Vénus et le Plomb Saturne » (Cours, p. 40).
C'est le Lémery chimiste expérimentateur, n'acceptant que les jugements soutenus par les sens, qui juge les astrologues.
« Il n'est pas difficile de voir que tout ce que nous venons de rapporter des influences est très mal fondé, puisqu’il n'y a personne qui ait vu d'assez près les planètes pour savoir si elles sont de même nature que les métaux, ni qui ait aperçu qu'il en sorte aucun corps qui tombe sur terre.
[…] il n'y a rien qui confirme leur opinion et nous reconnaissons tous les jours que les facultés qu'ils attribuent aux planètes et aux métaux sont fausses. Les métaux, à la vérité, nous servent dans la Médecine et nous en retirons de bons remèdes, comme nous dirons par la suite, mais leurs effets se peuvent mieux expliquer par des causes prochaines que par celles des astres » (Cours, p. 40).
On ne peut afficher une rupture plus radicale avec la pensée magique de la Renaissance et la théorie des correspondances que Paracelse avait associée à ses idées novatrices de la spagyrie.